# Родевич Олексій Станіславович
Олексій Станіславович Родевич (нар. 11 серпня 1988, Коломия, Івано-Франківська область) — український футболіст, півзахисник.
Був гравцем «Карпат» (Львів), однак в основну команду не пробився, грав за дубль і «Карпати-2». З 2012 року виступав за аматорські клуби «Карпати» Коломия (2012—2013), «Рух» Винники (2014), ФК «Лапаївка» (2014). 2015 року перейшов у «Ополянин» (Ополе-Любельське, Польща), який виступає у четвертій польській лізі.